# Petřín (přírodní památka)
Přírodní památka Petřín, dříve označovaná jako přírodní památka Petřínské skalky je chráněné území v Praze, které zaujímá horní úsek svahů Petřína v těsné blízkosti vrcholové plošiny. Chráněné území se rozkládá od horní části Kinského zahrady přes Petřínské sady a Seminářskou zahradu až ke Strahovskému klášteru. Správa AOPK Praha.
Přírodní památka byla vyhlášena roku 1988 za účelem ochrany přirozeného rázu krajiny a zachování skalních geologických útvarů. V roce 2013 byla oblast rozšířena a přejmenována na přírodní památka Petřín, která nyní zabírá území o rozloze 52,5 ha. Hlavním motivem ochrany je ochrana roháče obecného (Lucanus cervus), jehož vývoj probíhá na spadlých větvích a odumřelých stromech či pařezech. Z těchto důvodů je nutno padlé větve a stromy ponechávat na místě, což podporuje i vývoj jiných druhů rostlin či živočichů vázaných na tlející dřevo.
Problémem oblasti je vysoká návštěvnost, díky své unikátní poloze uprostřed historické Prahy. Turismus či cykloturismus je povolen pouze po vyznačených stezkách či chodnících, lezení po skalách je přísně zakázáno.

## Lokalita
Petřín je významnou a populární oblastí umístěnou v historickém centru hlavního města Prahy. Samotný vrch dosahuje výšky 331 m a nachází se v lokalitě bašty sv. Vavřince. Chráněné území celou svou rozlohou zasahuje do tří městských částí Prahy 1, Prahy 5 a Prahy 6, tedy do katastrálních území Hradčan, Malé Strany, Smíchova a Břevnova. Petřín lze dle historického rozdělení zahrad či sadů rozčlenit na části. Středem Petřína jsou sady Nebozízku, jež oddělují severní část se Seminářskými zahradami od jižní části zahrad Kinských. Na temenu hory, která nespadá do chráněného území, se nachází komplex zahrad a parků s největší atrakcí – Petřínskou rozhlednou.

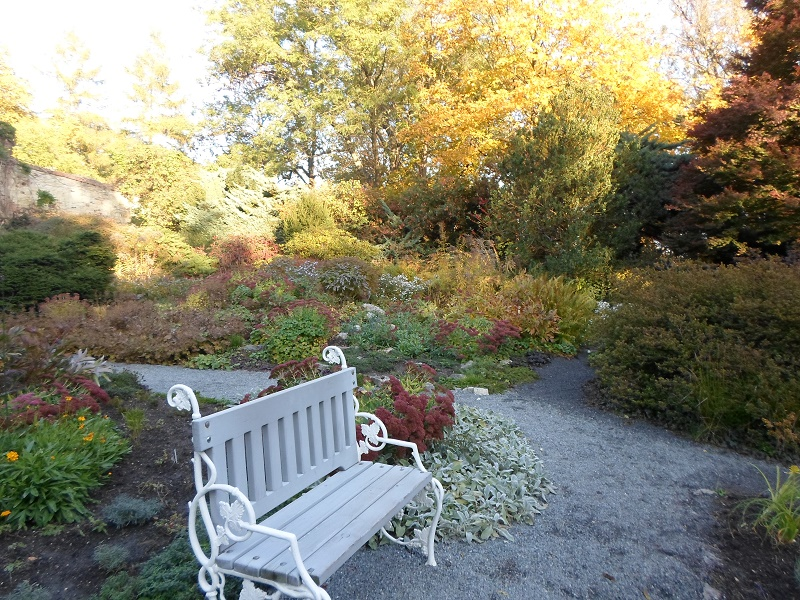
Květnice, květinová zahrada jako součást historických zahrad, které pokrývají Petřín

Přírodní památka Petřín, dříve PP Petřínské skalky, ovšem nezabírá celou plochu Petřína. Zvláště chráněná oblast činí 52,5 ha, přibližně 95 % celé rozlohy Petřína.  Tyto prostory se nachází zejména v horní části svahu, kde pokrývají území historických zahrad a parků. Součástí je tedy Strahovská zahrada, Lobkovická zahrada, Seminářské zahrady, Kinského zahrady a dále zbylé historické části Petřínského komplexu. Z území přírodní památky je vyřazeno území lanové dráhy, restaurací Nebozízek a Petřínské terasy, které podléhají mírnějším pravidlům ochrany. 

## Historie
Dne 1. září 1988 byla lokalita Petřínské skalky vyhlášena národním výborem hlavního města Prahy jako chráněné území. Důvodem byla snaha ochránit přirozený ráz krajiny, původní lesní společenstva a dále ochránit geologické útvary a malá kamenná města, tvořená především pískovcovými skalami, které uchovaly některé druhotné zkameněliny.
Přesto však byly některé struktury poškozeny. Například výstavbou Strahovského stadionu byly zarovnávány staré lomy. Po roce 1891 byly zakládány nové serpentinové cesty, které usnadňovaly návštěvu parků a zahrad a které opět změnily ráz krajiny. Zelené plochy mezi cestami byly upravovány a nově osázeny, ovšem tak, aby nebránily výhledu na historické jádro Prahy. Vedle mnoha položených laviček vznikly i nové restaurace Nebozízek či Petřínské terasy. Po vzniku soustavy Natura 2000 se objekt Petřína stal součástí národního a později evropského seznamu evropsky významných lokalit (EVL) pod názvem Praha – Petřín. Současná podoba přírodní památky chrání EVL, zejména pak dochované ekosystémy a důležité biotopy ohrožených druhů.
V roce 2013 bylo území PP Petřínské skalky rozšířeno a přejmenováno na přírodní památka Petřín. Důvodem byla nově také ochrana roháče obecného (Lucanus cervus) a jeho biotopu a snaha o zachování kulturně-estetické hodnoty parků a zahrad.

## Přírodní poměry
Z Geomorfologického hlediska Petřín připadá k provincii Česká vysočina, podcelku Říčanská plošina a okrsku Pražská kotlina.

### Klimatické poměry
Vrch Petřín se nachází uprostřed historického centra Prahy, v tepelném ostrově města, což ovlivňuje klima tohoto parku. Zimy jsou krátké, s průměrnými teplotami -2 °C, letních dnů je naopak oproti zimním více, s průměrnými teplotami 18 až 19 °C. Roční průměrné teploty kolem 7 až 8 °C a průměrné roční srážky se nachází kolem 350 mm. Povětrnostní podmínky se odlišují dle členitosti terénu, v létě však převažuje JV a JZ vítr, naopak v zimě vítr ze SV a SZ.

### Geologie
Oblast se nachází v geologické oblasti Barrandien, která se formovala již ve starých prvohorách (paleozoiku) a později ve svrchní křídě (jednotky cenoman) a dala za vznik sedimentárním horninám jako je břidlice, opuka a pískovec.
Podloží Petřína tvoří ordovické břidlice. V nejmladších vrstvách se vytvářejí deprese, kde se ukládají křídové sutě a ty se mohou uvolňovat sesuvnými pohyby. Jejich zvětráváním vzniká díky značnému obsahu pyritu v puklinách sádrovec. V mladší vrstvě se nachází jílovité pískovce, které se vlivem eroze uvolnily, utvořily níže po svahu suť jež umožnila dochovat jedinečné podmínky pro středoevropský listnatý les, jež doprovází zvláště chráněné živočišné druhy.

#### Hydrologie
Petřín se nachází ve složitém hydrogeologickém systému, který se formoval v ordoviku a křídě a nechal vzniknout pramenům vody, které byly dříve využívány jako zdroj pitné vody. Např. kolem roku 1140, v době stavby Strahovského kláštera, přiváděl potok do areálu kláštera pitnou vodu. Koryto dnes zaniklého potoka bylo objeveno archeologickými sondami a i dnes je možno navštívit jednu z mnoha přítomných štol, jež vznikly ve středověku k zachycení podzemních pramenů a usměrněné zásobování vodou.

### Flóra
Na území přírodní památky rostou lesní porosty mající přirozený ráz kyselé doubravy a černýšové dubohabřiny. Z význačných rostlinných druhů se zde vyskytuje oměj vlčí (Aconitum lycoctonum), lilie zlatohlávek (Lilium martagon), okrotice bílá (Cephalanthera damasonium), sasanka hajní (Anemone nemorosa), sasanka pryskyřníkovitá (Anemone ranunculoides), dymnivka dutá (Corydalis cava). Území mělo vždy lesní charakter.

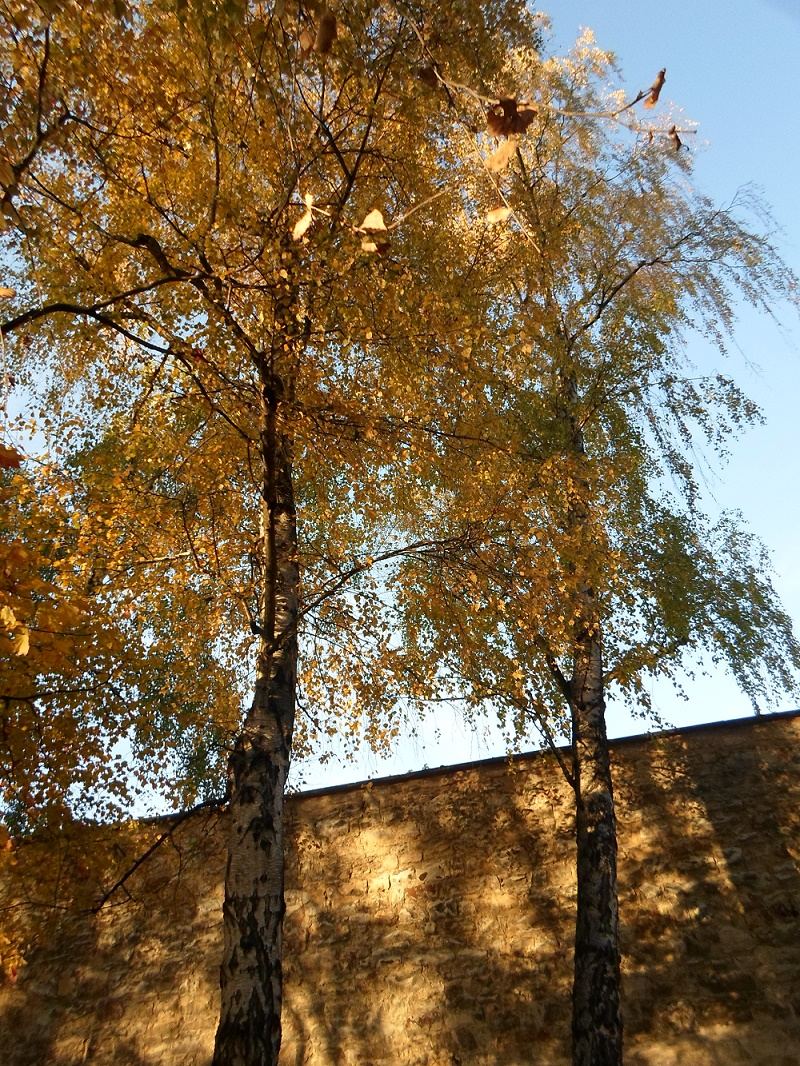
Bříza bělokorá jako běžně rostoucí strom na Petříně

Mezi chráněné či vzácné druhy, které je možné v oblasti chráněného území spatřit, patří prvosenka jarní (Primula veris), lilie zlatohlávek (Lilium martagon) či dřín jarní (Cornus mas). Z doubrav, které dříve pokrývaly toto území, zde stále nalezneme původní druhy jako dub zimní (Quercus petraea), habr obecný (Carpinus betulus), javor babyka (Acer Campestre), lípa srdčitá (Thilia cordata) či javor mléč a javor klen (Acer platanoides, Acer pseudoplatanus) ve stromovém patře. V bylinném patře se nachází bika bělavá (Luzula luzuloides) či lipnice hajní (Poa nemoralis), konvalinka vonná (Convallaria majalis) a zlatobýl obecný (Solidago virgaurea).
Rostlinnými druhy, které sem byly člověkem zavlečeny, jsou mezi stromy např. jírovec maďal (Aesculus hippocastanum) nebo ořešák královský (Juglans regia). Habr obecný (Carpinus betulus), který byl v oblasti i původním druhem, tu byl však vysázen, a to s funkcí umělého oplotnění uvnitř Růžového sadu. V dalším sadu (Nebozízek) se vyskytuje výsadba červenolistého buku lesního (Fagus silvatica ´Atropurpurea´) se sloupovitým dubem letním (Quercus robur ´Fastigiata´). Mezi nepůvodní keře, které zde byly vysazeny za účelem pěstování či jako okrasné keře, patří pámelník bílý (Symphoricarpos albus) a tavolník (Spiraea sp.). 
Taktéž bylinné patro je značně rozmanité, vyskytuje se zde kopřiva dvoudomá (Urtica dioica), kuklík městský (Geum urbanum), kakost smrdutý (Geranium robertianum) a vlaštovičník větší (Chelidonium majus). Na jaře a v létě v oblasti rozkvétá volně rostoucí sasanka hajní (Anemone nemorosa), dymnivka bobovitá (Corydalis intermedia) nebo orsej jarní (Ficaria bulbifera).

### Mykoflóra
Kromě řady běžných druhů se v přírodní památce Petřín nachází např. bělopečárka Pilátova (Leucoagaricus pilatianus), kališník bělonohý (Helvella leucomelaena)[ujasnit], zvoneček pohárkovitý (Urnula craterium) či hvězdovka tuhová (Gaestrum coronatum).
Výskyt hub je velmi hojný. Napomáhá tomu zejména neodstraňování padlých stromů a větví z jejich přirozených biotopů.

### Fauna
Přírodní památka je významným útočištěm různých druhů hmyzu; vyskytuje se zde i největší brouk Česka – roháč obecný (Lucanus cervus), ptáků (byl tu pozorován například puštík obecný (Strix aluco) , rehek domácí (Phoenicurus ochruros), budníček menší (Phylloscopus collybita), kos černý (Turdus merula), drozd zpěvný (Turdus philomelos philomelos) a pěnkava obecná (Fringilla coelebs)) a savců (pozorován ježek západní (Erinaceus europaeus), netopýr večerní (Eptesicus serotinus), netopýr ušatý (Plecotus auritus), veverka obecná (Sciurus vulgaris), plch velký (Glis glis), zajíc polní (Lepus europaeus)).
V PP Petřín bylo zaznamenáno 23 druhů suchozemských plžů. Z hmyzu se hojně vyskytují střevlíkovití – střevlík zahradní (Carabus hortesis), mandelinkyi, nosatci či tesaříci jako je tesařík piluna (Prionus coriarius). Z brouků čeledi roháčovitých byly roky 2011 spatřeny časté menší druhy roháčů, avšak velmi důležitá je zde ochrana ohroženého robustního roháče obecného (Lucanus cervus).
Z mnoha faunistických průzkumů, jenž zde byly v minulosti prováděny je doloženo, že se jedná o druhově bohaté území. Mezi obratlovci se zde nachází pouze menší druhy jako krtek obecný (Talpa europaea), myšice křovinná (Apodemus silvaticus), bělozubka šedá (Crocidura suaveolens) či o trochu větší druh, zajíc polní (Lepus europaeus). Ohrožený je plch velký (Glis glis). V parku se vyskytují běžné ptačí druhy jako například datel černý (Dryocopus martius), sedmihlásek hajní (Hippolais icterina), puštík obecný (Strix aluco) a ve výjimečných případech i ohrožený slavíka obecného (Luscinia megarhynchos). Ve vlhkých oblastech byla pozorována ropucha obecná (Bufo bufo), jako zástupce obojživelníků v PP Petřín.

## Hospodaření

### Zemědělství
Různorodost půd je dána členitostí terénu, rozdílným využíváním půdy a vlivem značných terénních úprav. Půdy jsou převážné mělké, kamenité až písčité. Ve svazích se nachází písčité hnědozemě, na ostatních plochách hnědozemě hlinitopísčité či písčitohlinité.
V historii nebylo území nikdy zcela odlesněno, proto je zachováno značné množství původních dřevin. Vzhledem k pozici však bylo v dřívějších dobách území Petřína využíváno k zemědělství, ať už k pastvě hospodářských zvířat, nebo k pěstování plodin v podobě sadovnictví, zelinářství či vinařství. Dodnes se jako extenzivní hospodářství dochovali některé sady, jiná zemědělská činnost je pouze dílčí.

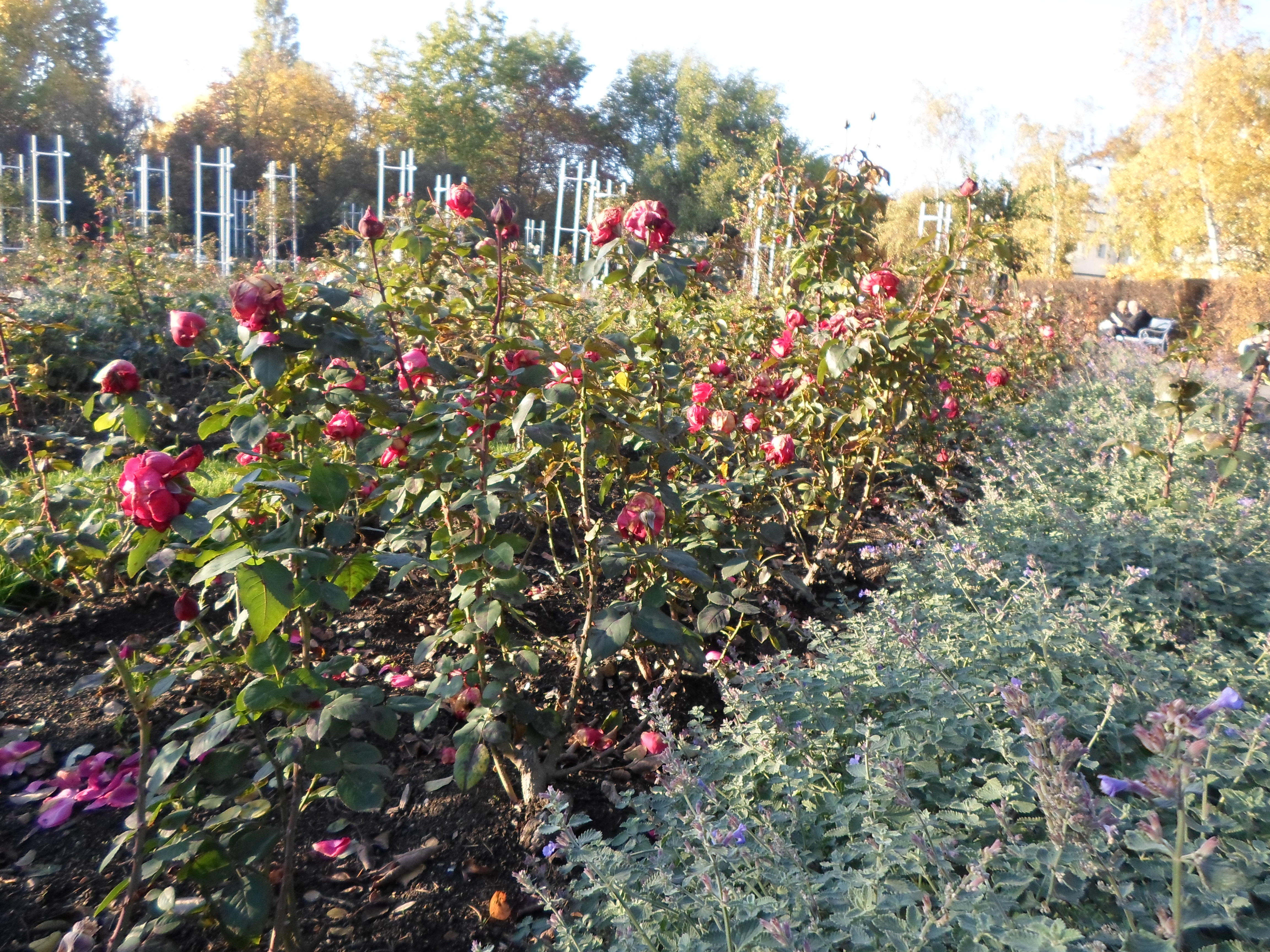
Růžový sad

### Těžba
Díky geologické stavbě podloží zde bylo dříve možné těžit pískovce a opuku pro stavby v okolí. Na počátku 20. století však těžba skončila a dodnes se v této oblasti netěží. V 19. století, v okolí Nebozízku a na smíchovské a jihozápadní straně také došlo k pokusu těžit uhlí, ze kterého však následně sešlo kvůli ne příliš vydatným zásobám.

## Ochrana přírody
Území je chráněno již od roku 1988, jako chráněná přírodní památka. Dnes je území chráněno převážně na vrcholové části Petřína, kde se pozornost ochranářů upírá především na skalní městečka, původní lesní porosty a současně i druhy živočichů a rostlin zde žijící. Hlavní ochranářská činnost je však upřena na biotop roháče obecného i na velikost jeho populace.
Krajina přírodní památky je udržována především zahradnicky na oddělených částech území, kde probíhají pravidelné seče několikrát během roku. Celkově je snaha podpořit růst původních dřevin a kontrola růstu dřevin nepůvodních, které se mohou rozšiřovat, přenášet nákazy či měnit složení a strukturu půdy. V nejzávažnějších případech je nutné tyto dřeviny odstraňovat.
Celkový management krajiny má za snahu pečovat o rostliny, živočichy či útvary neživé přírody a udržet tak přirozený charakter, zachování a rozvoj těchto stanovišť a vytvoření prostoru pro jejich vývoj. Nezbytné je přiblížit park široké veřejnosti, vzbudit zájem o zachování těchto míst, avšak omezit pohyb mimo vyznačené cesty a jakoukoli destruktivní činnost. Pro obnovení porostu je třeba vysazovat nové stromy, původní druhy, přinejlepším semenáčky ze stromů Petřína. Tato činnost také umožňuje rozvoj přirozených biotopů pro živočichy. Důležité také je ponechat spadlé větve a kmeny, popř. pařezy či mrtvé stromy, které skýtají ochranu či potravu pro mnoho zde žijících organismů. Zahradní a sadová činnost musí souhlasit s požadavky ochrany prostředí.
Výstavba cest, schodišť či zdí a oplocení může být závažným krokem pro útvary neživé přírody jako jsou skalní útvary, jeskyně, spár či převisů. Proto je snaha tyto zákroky omezit, popř. jednat s řádnou geotechnickou přípravou a zamezit tak případným sesuvům půdy a narušení stability útvarů.

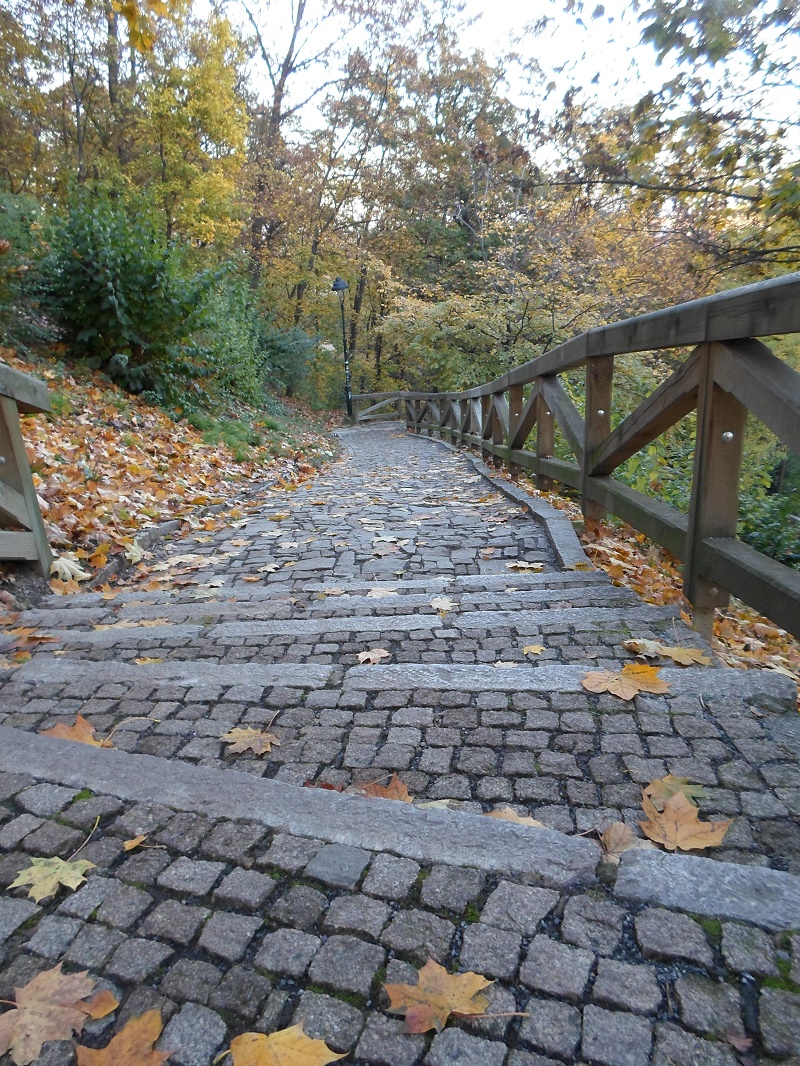
Jedna z mnoha cest, které vedou celým parkem

## Turismus
Petřín je denně navštěvován velkým množstvím lidí, kteří zde hledají místo k odpočinku, relaxaci či sportu. Díky poloze tohoto území je často vyhledávaným místem pro rekreaci, proto je důležité zde udržovat pravidla chování v parku. Pohyb, ať už pěší turistika či cykloturistika, je povolená pouze po vyznačených cestách. Zakázán je pohyb po soutěskách, lesních porostech a lezení po skalách z důvodu ochrany ekosystémů a organismů. Geologické památky mohou být částečně devastovány přítomností návštěvníků PP Petřín. Snahou do příštích let je více obeznámit návštěvníky o hodnotách přírodní památky.

### Přístupové cesty
Oblast Petřína se nachází v jádru centra Prahy, částečně na území Hradčan, Malé Strany, Smíchova a Břevnova, proto lze ke vstupu využít více možností z různých stran parku. Na Petřín lze vstoupit z tramvajových či autobusových zastávek Kobrova, Arbesovo náměstí, Švandovo Divadlo, Újezd, Hellichova, Malostranské náměstí, Šporkova, Nemocnice pod Petřínem a z druhé strany Pohořelec (vstup z parků Strahovského kláštera), Stadion Strahov či Koleje Strahov (vstup z komplexu vysokoškolských kolejí). K chráněným oblastem PP Petřín je následně možné se dostat po vyznačených cestách pro chodce, či lanovkou.

### Naučná stezka
Naučná stezka na Petříně není „stezka“ v pravém slova smyslu, ale je to několik informativních tabulí, které jsou rozsázeny podél hlavních cest. Cedule mají za úkol seznámit návštěvníky blíže s vrcholem Petřín, ať už z hlediska ochrany přírody nebo s historií a památkami. Texty vytvořené nedalekou Stanicí přírodovědců DDM hlavního města Prahy jsou psány jak v českém jazyce, tak v anglickém a obsahují také plánek či mapku s vyznačenými body zájmů. Při procházce Petřínem je možné spatřit informační ceduli o ropuše obecné, petřínské fauně, petřínských stavbách, umělcích, zahradách nebo mimo jiné i o PP Petřínské skalky.